# 木曾駒岳
35°47′22″N 137°48′16″E / 35.78944°N 137.80444°E

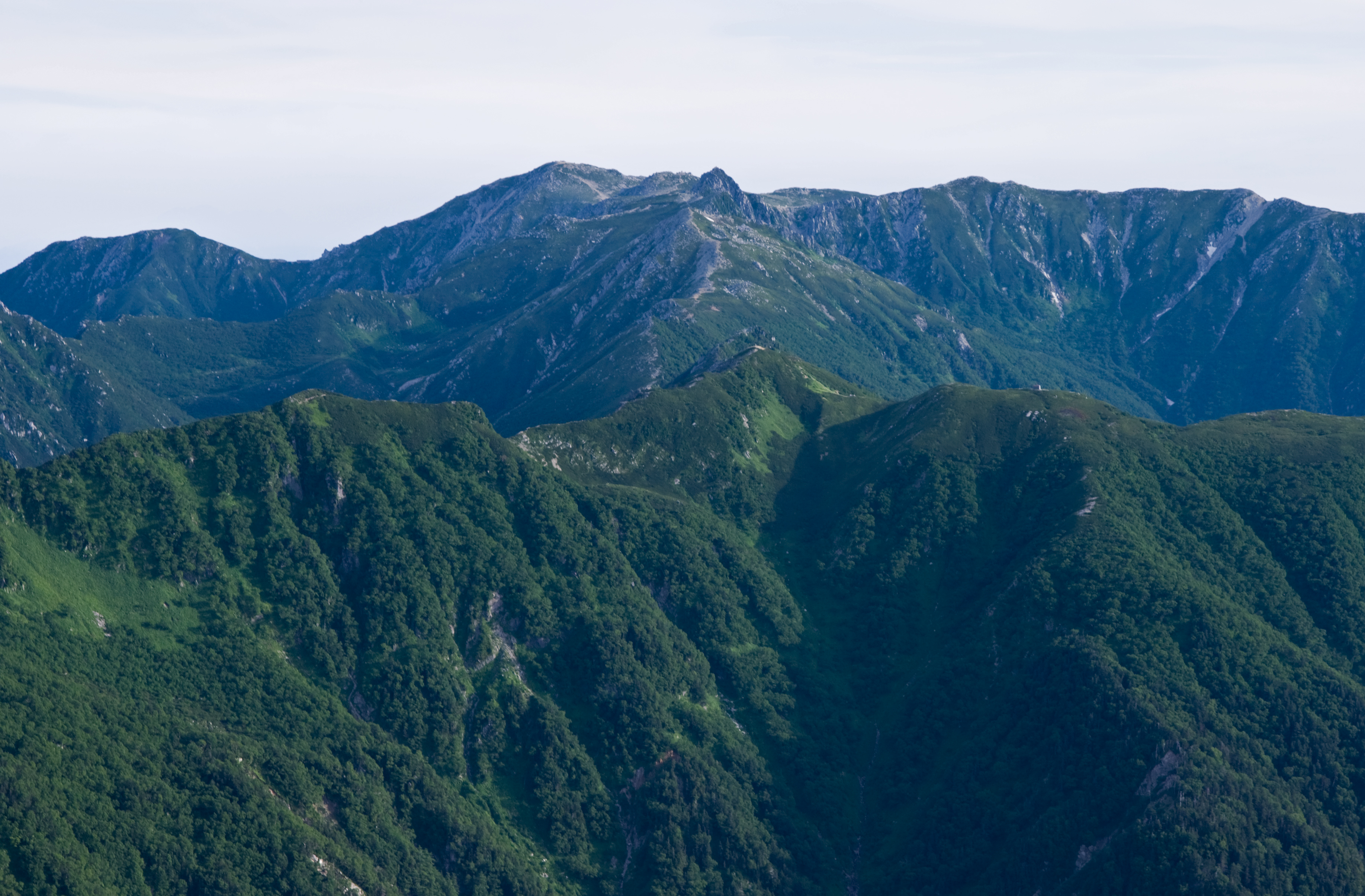
木曾駒岳

木曾駒岳是位在日本長野縣的山。標高2,956公尺。木曾山脈的最高峰。日本百名山之一。

## 外部連結
- 维基共享资源上的相關多媒體資源：木曾駒岳